# Слепая зона (фильм, 2017, Бельгия)
«Слепая зона» (нидерл. Dode Hoek) — бельгийский криминальный боевик 2017 года, поставленный режиссером Набилем Бен Ядиром. Фильм был выдвинут в 4-х номинациях на получение бельгийской национальной кинопремии «Магритт» за 2017 год и получил награду в категории «самый Перспективный актер».

## Сюжет
Комиссар Ян Вербек прославился своей бескомпромиссностью среди правонарушителей и коллег. В него дважды стреляли, но он никогда не задерживался в клинике надолго, как только он мог уже двигаться, то сразу поднимался с постели и пытался сделать хоть какой-то объем работы. Много преступников ненавидели Яна, ведь он их бросил за решетку, а среди обычных граждан мнения о Вербеке разделились. Одни считали, что Ян — выскочка, который с помощью службы в полиции удовлетворял свое нездоровое желание прибить всех нелегалов, которые разными способами проникли в его страну. Другие считали мужчину настоящим расистом, который ни перед чем не остановится, пока не уничтожит всех людей, которые ему не нравились. Но что касается сослуживцев Яна, то они были абсолютно уверены в том, что им повезло работать с героем.
Как-то Вернек подумал, что может еще большего достичь в жизни, если займется политической деятельностью. Поскольку его много людей его знали, то у него не возникло никаких проблем, когда он пожелал присоединиться к ультраправой партии ВПВ. Ян стал вести себя еще активнее, он не пропускал ни одной возможности выступить перед людьми и у него получалось завоевывать их благосклонность. Когда Вербеку сообщили, что преступное сообщество начало создавать новый вид метамфетамина он решился принять участие в последней операции, которая приводит его в город Шарлеруа на штурм нарколаборатории. Это было ошибочное решение, ведь скорее всего это лучшая из хитростей которую придумали наркоторговцы, чтобы устранить ненавистного им полицейского.